# Sirok
Het dorp Sirok ligt in het Mátragebergte in Noord-Hongarije, in het comitaat Heves. Het stadje ligt aan de Tarna-rivier en op 20 km ten westen van Eger.
Vóór Sirok staat op een rotsachtige heuvel, een ruïne van een burcht uit de 13e eeuw.